# Passaporto cipriota
Il passaporto cipriota (κυπριακά διαβατήρια) è un documento di identità rilasciato ai propri cittadini dalla Repubblica di Cipro per i loro viaggi fuori dall'Unione europea e dallo Spazio economico europeo
Vale come prova del possesso della cittadinanza cipriota ed è necessario per richiedere assistenza e protezione presso le ambasciate cipriote nel mondo.

## Caratteristiche
Il passaporto cipriota rilasciato dopo il 13 dicembre 2010 rispetta le caratteristiche dei passaporti dell'Unione europea. La copertina è di colore rosso borgogna e il testo è riportato, nell'ordine, in lingua greca e turca e inglese.
Hanno un microchip dove vengono memorizzati i dati biometrici del titolare, come le impronte digitali, fotografia biometrica e la firma digitale.
Gli abitanti turco-ciprioti della Repubblica Turca di Cipro del Nord, ai quali viene comunque rilasciato un passaporto la cui validità è riconosciuta da solo 7 paesi, vengono considerati dal governo della Repubblica di Cipro come cittadini ciprioti a tutti gli effetti e possono richiedere documenti di identità e passaporti, e come tali possono essere considerati cittadini europei.

I coloni turchi, invece, non hanno diritto alla cittadinanza cipriota.

## Rilascio del passaporto per la prima volta
Tutti i cittadini ciprioti hanno diritto a un passaporto della Repubblica di Cipro. Le persone che desiderano ottenere un passaporto della Repubblica di Cipro devono rivolgersi personalmente al Dipartimento di Stato Civile e Migrazione.
Devono essere in possesso dei seguenti documenti:
- Un certificato di nascita della Repubblica di Cipro
- Carta d'identità nazionale di Cipro
- Certificato di nazionalità (se applicabile)
- Certificato di matrimonio (in caso di donne sposate).
- Certificato di polizia (in caso di perdita del passaporto).
- Due fotografie, che devono essere conformi ai seguenti requisiti: Larghezza: 40mm, Altezza: 50mm; Altezza testa (fino alla sommità dei capelli): 34mm; Distanza dalla parte superiore della foto alla parte superiore dei capelli: 5mm
- La tassa è l'equivalente di 70,00 euro in GBP/GBP.

## Lingua
Nonostante la continua divisione di Cipro dovuta all'invasione turca del 1974, tutti i passaporti ciprioti contengono testo in turco oltre che in greco e in inglese, poiché il greco e il turco sono le lingue ufficiali della Repubblica di Cipro (secondo l'articolo 3, paragrafo 1 della Costituzione di Cipro). I turco-ciprioti possono ottenere passaporti e carte d'identità cipriote se possono dimostrare la loro discendenza da un cittadino della Repubblica di Cipro. I coloni turchi nella parte settentrionale di Cipro non hanno diritto alla cittadinanza cipriota; hanno diritto al passaporto della TRNC o al passaporto turco.